# Vigdís Hauksdóttir
Vigdís Hauksdóttir (* 20. März 1965 in Selfoss) ist eine isländische Politikerin (Fortschrittspartei).
Vigdís ist gelernte Gärtnerin und Floristin, war Inhaberin von Blumengeschäften und als Lehrerin an der isländischen Gartenbauschule tätig. 2008 erlangte sie einen Abschluss in Rechtswissenschaft (ML) an der Universität Bifröst, wo sie sich auch in Steuerrecht weiterbildete.
Von 2009 bis 2016 war sie Abgeordnete des isländischen Parlaments Althing für den Wahlkreis Reykjavík-Süd. Vigdís Hauksdóttir gehörte wechselnden Ausschüssen des Parlaments an; seit 2013 war sie Vorsitzende des Ausschusses für das Budget, seit 2015 zudem Mitglied des Verfassungs- und Aufsichtsausschusses. Seit 2013 gehörte sie der isländischen Delegation im Westnordischen Rat an. Zur Parlamentswahl in Island 2016 ist Vigdís Hauksdóttir nicht mehr angetreten.